# José Luis Sierra Cabrera
José Luis Sierra Cabrera (Santiago del Cile, 24 giugno 1997) è un calciatore cileno, attaccante svincolato.

## Biografia
È figlio di José Luis Sierra Pardo, allenatore ed ex calciatore della nazionale cilena.

## Caratteristiche tecniche
È un centravanti.

## Carriera

### Club
Cresciuto nel settore giovanile dell'Unión Española, ha esordito in prima squadra il 29 ottobre 2014 in occasione del match di Copa Chile vinto ai rigori contro il San Luis de Quillota.

### Nazionale
Con la nazionale Under-20 cilena ha preso parte al campionato sudamericano 2015 ed al campionato sudamericano 2017.